# Circuit Motorland Aragon
Le Motorland Aragon est un circuit de sports mécaniques situé dans le complexe des Sports Mécaniques d'Aragon (en espagnol Ciudad del Motor de Aragon), près d'Alcañiz (Aragon, Espagne).
Construit en 2009, il a accueilli, dès son inauguration, des courses importantes telles que le Grand Prix moto d'Aragon ou le meeting d'ouverture des World Series by Renault.

## Histoire
Le complexe a été conçu pour incorporer trois zones principales : un parc technologique, une aire de sport et un espace de loisir et détente. Le parc technologique accueillera des instituts de recherche et d'enseignement liés à l'industrie automobile, l'aire de sport comprendra le circuit de vitesse, un circuit de kart et divers autres pistes dont un circuit en terre, tandis que l'espace de loisir accueillera un hôtel, un centre d'affaires et des magasins.
Le 26 mai 2008, des officiels du Motorland Aragón annoncèrent que le site accueillerait une manche des World Series by Renault en 2009 et 2010, ce qui sera le premier rendez-vous du circuit avec un championnat international de sport automobile. Renault Sport aura un accès au circuit trente jours par an pour des essais ou événements promotionnels.
Pour le directeur général du circuit, Tomé Alfonso, « le tracé conviendra parfaitement aux tests de F1, mais organiser un Grand Prix n'est pas réaliste ».
Depuis 2010, il accueille le Grand Prix moto d'Aragon. Le 24 août 2012, le circuit est le site du final de la septième étape du Tour d'Espagne, où l'Allemand John Degenkolb s'impose lors d'un sprint massif.
Le 26 juin 2017 Tomé Alfonso quitte la direction. Il est remplacé par Santiago Abad, ingénieur industriel, élu à l'unanimité 
En 2020 il accueille un deuxième grand prix de Moto GP une semaine après le Grand Prix d'Aragon, le Grand Prix de Teruel.

## Records du tour
| Categorie  | Temps    | Pilote        | Véhicule                | Date                          |  |
| ---------- | -------- | ------------- | ----------------------- | ----------------------------- |  |
| MotoGP     | 1:45.801 | Marc Marquez  | Ducati Desmosedici GP   | Grand Prix moto d'Aragon 2024 |  |
| Moto2      | 1:50.989 | Alonso Lopez  | Speed Up                | Grand Prix moto d'Aragon 2024 |  |
| Moto3      | 1:57.052 | David Alonso  | CFMoto                  | Grand Prix moto d'Aragon 2024 |  |
| Superbike  | 1:47.840 | Nicolò Bulega | Ducati Panigale V4 (en) | Aragon 2024                   |  |
| Supersport | 1:52.306 | Nicolò Bulega | Ducati Panigale V2 (en) | Aragon 2023                   |  |